# Mezőbarátfalva
Mezőbarátfalva (románul: Brăteni) falu Romániában, Erdélyben, Beszterce-Naszód megyében.

## Fekvése
Tekétől nyugatra, Mezőszentmihálytól északkeletre fekvő település.

## Története
Mezőbarátfalva, Barátfalva nevét 1670-ben említette először oklevél, melyben Harinnai Ferenc leírása szerint: az idai határon fekvő Barátfalva nevű oláh falucska dézmájának quadrátját Apafi fejedelem a nagidai református egyháznak adományozta.
Későbbi névváltozatai: 1808-ban és 1861-ben és 188-ban Barátfalva, Brátfalou, 1913-ban Mezőbarátfalva.
A trianoni békeszerződés előtt Kolozs vármegye Tekei járásához tartozott.
1910-ben 334 lakosából 6 magyarnak, 328 románnak vallotta magát. Ebből 328 görögkatolikus, 6 izraelita volt.

## Források

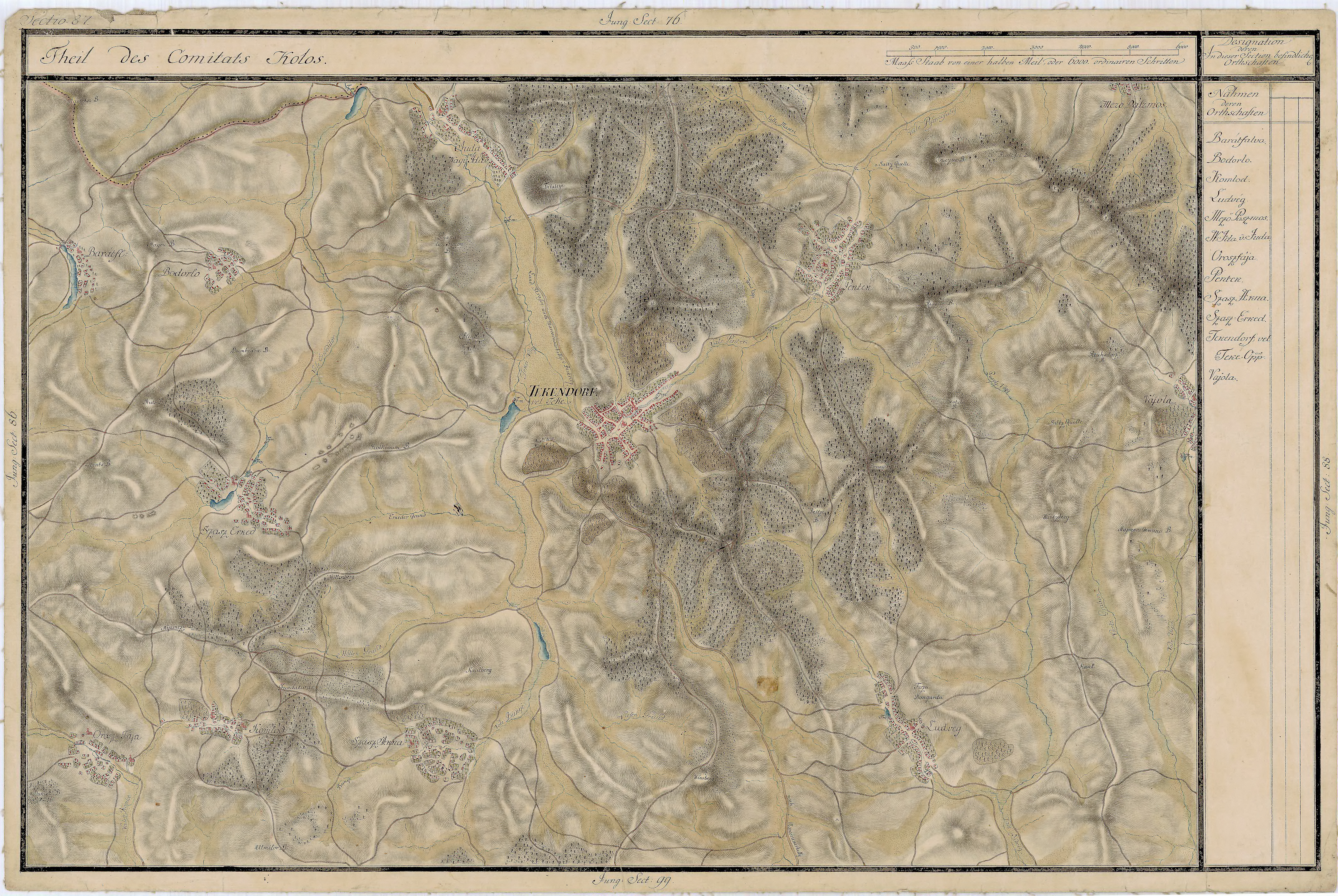
Mezőbarátfalva és környéke egy régi térképen